# Élections sénatoriales de 2014 en Polynésie française
Les élections sénatoriales de 2014 en Polynésie française ont lieu le dimanche 28 septembre. Elles ont pour but d'élire les deux sénateurs représentant la collectivité d'outre-mer au Sénat pour un mandat de six années.

## Rappel des résultats de 2008
|                | Gaston Flosse      | Tahoeraa       | 372   | 53,45  |  |  |
|                | Richard Tuheiava   | Tavini         | 361   | 51,87  |  |  |
|                | Gaston Tong Sang   | TTA            | 318   | 45,69  |  |  |
|                | Béatrice Vernaudon | TTA            | 308   | 44,25  |  |  |
|                | Teiva Manutahi     | Porinetia Ora  | 6     | 0,86   |  |  |
|                | Heimata Mairau     | DVD            | 5     | 0,72   |  |  |
|                | Gilles Helme       | DVD            | 5     | 0,72   |  |  |
|                | Jacky Bryant       | Heiura         | 1     | 0,14   |  |  |
|                |                    |                |       |        |  |  |
| Inscrits       | Inscrits           | Inscrits       | 1 686 | 100,00 |  |  |
| Abstentions    | Abstentions        | Abstentions    | 12    | 0,71   |  |  |
| Votants        | Votants            | Votants        | 1 674 | 99,29  |  |  |
| Blancs et nuls | Blancs et nuls     | Blancs et nuls | 58    | 3,46   |  |  |
| Exprimés       | Exprimés           | Exprimés       | 1 616 | 96,54  |  |  |

## Sénateur sortant
| Sénateur | Sénateur         | Parti  | Autre fonction                     |
| -------- | ---------------- | ------ | ---------------------------------- |
|          | vacant           |        |                                    |
|          | Richard Tuheiava | Tavini | Membre de l'Assemblée territoriale |

## Présentation des candidats
Les nouveaux représentants sont élus pour une législature de 6 ans au suffrage universel indirect par les grands électeurs de la collectivité. En Polynésie française, les deux sénateurs sont élus au scrutin majoritaire à deux tours. Ils sont 12 candidats dans la collectivité, chacun avec un suppléant.
| N°  | Candidats | Candidats                | Parti         | Principales fonctions                                                              |
| --- | --------- | ------------------------ | ------------- | ---------------------------------------------------------------------------------- |
| T01 |           | Teura Iriti              | Tahoeraa      | Membre de l'Assemblée territoriale                                                 |
| S01 |           | Marcelin Lisan           | Tahoeraa      | Maire de Huahine                                                                   |
| T02 |           | Vincent Dubois           | Tahoeraa      |                                                                                    |
| S02 |           | Teapehu Tinirau-Teahe    | Tahoeraa      |                                                                                    |
| T03 |           | Gustave Heitaa           | DIV           |                                                                                    |
| S03 |           | Tiarere Reid             | DIV           |                                                                                    |
| T04 |           | Richard Tuheiava         | Tavini        | Sénateur sortant, membre de l'Assemblée territoriale, conseiller municipal de Arue |
| S04 |           | Frangélica Bourgeois     | Tavini        |                                                                                    |
| T05 |           | Tauhiti Nena             | Tavini        | Conseiller municipal de Papeete                                                    |
| S05 |           | Heia Parau               | Tavini        |                                                                                    |
| T06 |           | Jacky Bryant             | Heiura        |                                                                                    |
| S06 |           | Hinarava Raoulx          | Heiura        |                                                                                    |
| T07 |           | Tetahina Teinaore        | Heiura        |                                                                                    |
| S07 |           | Atonia Tinorua-Teaote    | Heiura        |                                                                                    |
| T08 |           | Christian Vernaudon      | DVD           |                                                                                    |
| S08 |           | Marie-Christine Reichart | DVD           |                                                                                    |
| T09 |           | Sylviane Terooatea       | Tahoeraa      |                                                                                    |
| S09 |           | John Tehuritaua          | Tahoeraa      |                                                                                    |
| T10 |           | Teva Despériers          | ATP           |                                                                                    |
| S10 |           | Nicole Bouteau           | ATP           | Membre de l'Assemblée territoriale                                                 |
| T11 |           | Lorna Oputu              | ATP           |                                                                                    |
| S11 |           | Teva Rohfritsch          | ATP           | Membre de l'Assemblée territoriale                                                 |
| T12 |           | Teiva Manutahi           | Porinetia Ora |                                                                                    |
| S12 |           | Léonne Tuaira            | Porinetia Ora |                                                                                    |

## Résultats
|             | Teura Iriti         | Tahoeraa      | 411 | 58,30  |  |  |
|             | Vincent Dubois      | Tahoeraa      | 407 | 57,73  |  |  |
|             | Tauhiti Nena        | Tavini        | 155 | 21,99  |  |  |
|             | Richard Tuheiava    | Tavini        | 143 | 20,28  |  |  |
|             | Lorna Oputu         | ATP           | 74  | 10,50  |  |  |
|             | Teva Despériers     | ATP           | 66  | 9,36   |  |  |
|             | Sylviane Terooatea  | Tahoeraa      | 63  | 8,94   |  |  |
|             | Christian Vernaudon | DVD           | 62  | 8,79   |  |  |
|             | Jacky Bryant        | Heiura        | 3   | 0,43   |  |  |
|             | Teiva Manutahi      | Porinetia Ora | 3   | 0,43   |  |  |
|             | Gustave Heitaa      | DIV           | 1   | 0,14   |  |  |
|             | Tetahina Teinaore   | Heiura        | 1   | 0,14   |  |  |
|             |                     |               |     |        |  |  |
| Inscrits    | Inscrits            | Inscrits      | 713 | 100,00 |  |  |
| Abstentions | Abstentions         | Abstentions   | 5   | 0,70   |  |  |
| Votants     | Votants             | Votants       | 708 | 99,30  |  |  |
| Blancs      | Blancs              | Blancs        | 1   | 0,14   |  |  |
| Nuls        | Nuls                | Nuls          | 2   | 0,28   |  |  |
| Exprimés    | Exprimés            | Exprimés      | 705 | 99,58  |  |  |